# Éléonore Grossemy
Eléonore Grossemy est une joueuse française de basket-ball, née le 11 mai 1992, à Bois-Bernard (Pas-de-Calais). Elle joue au poste d'intérieure aux Flammes Carolo Basket, club de Ligue féminine basé à Charleville-Mézières (Ardennes).

## Carrière

### Ses débuts
Elle commence le basket à Evin-Malmaison, le club de ses parents, jusque 2003, avant de poursuivre sa formation à Carvin, puis à Wasquehal. En 2006, elle est embauchée par le Centre fédéral, où elle reste jusque 2010.

### En Ligue féminine
Eléonore Grossemy rejoint les Flammes Carolo Basket à l'intersaison, en 2010, alors que le club accède en Ligue féminine après avoir remporté la deuxième division. D'abord reléguée sur le banc et avec les espoirs, l'entraîneur, Romuald Yernaux, la lance sur les parquets de Ligue féminine. À l'été 2012, elle refuse la prolongation de contrat des Flammes Carolo et quitte le club.

### En équipe de France
Eléonore Grossemy est appelée pour la première fois en équipe de France cadettes en 2008, terminant médaillée de bronze à l'Euro cadettes. En 2009, puis en 2010, elle est sélectionnée en équipe de France juniors pour participer à l'Euro juniors, terminant respectivement médaillée d'argent puis de bronze.
Elle est sélectionnée en équipe de France -19 en 2011 pour la coupe du monde au Chili, mais se blesse lors du troisième match, et la France termine sixième.

## Palmarès
- Médaillée d'argent à l'Euro juniors 2009
- Médaillée de bronze à l'Euro juniors 2010
- Médaillée de bronze à l'Euro cadettes 2008